# Сумасшедший
«Сумасшедший» (укр. «Божевільний») — двадцять другий сингл російсько-українського гурту «ВІА Гра». Останній відеокліп за участю Тетяни Котовоі

## Відеокліп
Двадцять другий кліп гурту «ВІА Гра». «Сумасшедший» характер пісні надиктував «божевільний» сюжет. Несподіваний образ Тетяни Котової, який кинув шанувальників одночасно і в шок, і у захват — у новому кліпі блондинка з'явилася в образі чоловіка. Надії і Альбіні довелося з «ним» загравати і спокушати, бити і кидати. А відповідальне завдання — «задушити красивого, але божевільного» випала Альбіні Джанабаєвій.
Попри те, що молодий кліпмейкер вперше працював з гуртом, відчував себе досить упевнено і пообіцяв, що у відео-роботі всіх чекає безліч «фішок, які неможливо передати словами».
Прем'єра кліпу відбулася 18 вересня 2009 року на каналі M1. Примітно, що рівно рік тому колектив презентував ролик My emancipation.
Режисер кліпу — Сергій Солодкий.

## Учасники запису
- Надія Мейхер
- Альбіна Джанабаєва
- Тетяна Котова